# Morti il 23 settembre

## V secolo a.C.(2)
- 480 a.C. - Ariabigne, ammiraglio persiano
- 480 a.C. - Damasitimo, re persiano

## I secolo(1)
- 76 - Papa Lino, papa, vescovo e santo romano (n. 10)

## VIII secolo(1)
- 788 - Ælfwald I di Northumbria, re

## X secolo(1)
- 972 - Michele di Ratisbona, vescovo tedesco

## XI secolo(1)
- 1003 - Beatrice di Parigi, nobile

## XII secolo(2)
- 1187 - Pietro Acotanto, monaco cristiano italiano
- 1193 - Robert de Sablé, militare francese

## XIII secolo(6)
- 1209 - Philippe de Plaissis, cavaliere medievale francese (n. 1165)
- 1220 - Ulrico de Sacco, abate svizzero
- 1241 - Snorri Sturluson, storico, poeta e politico islandese (n. 1179)
- 1253 - Venceslao I di Boemia, re (n. 1205)
- 1267 - Beatrice di Provenza, sovrana (n. 1234)
- 1299 - Nicolas de Nonancour, cardinale francese

## XIV secolo(6)
- 1335 - Guglielmo di Tocco, nobile italiano
- 1343 - Filippo III di Navarra, re (n. 1306)
- 1346 - Ulrico II di Hanau, nobile tedesco (n. 1288)
- 1350 - Ibn Qayyim al-Jawziyya, giurista e teologo arabo (n. 1292)
- 1361 - Pierre de Cros, cardinale e vescovo cattolico francese
- 1390 - Giovanni I di Lorena, duca francese (n. 1346)

## XV secolo(7)
- 1440 - Lorenzo il Vecchio, banchiere italiano (n. 1394)
- 1448 - Adolfo I di Kleve, nobile (n. 1373)
- 1450 - Ludovico I di Württemberg-Urach, conte tedesco (n. 1412)
- 1461 - Carlo di Viana, sovrano (n. 1421)
- 1465 - Matteo II di Alessandria, vescovo cristiano orientale egiziano
- 1468 - Sejo di Joseon, re coreano (n. 1417)
- 1490 - Baldo Bartolini, giurista italiano (n. 1409)

## XVI secolo(16)
- 1508 - Beatrice d'Aragona, sovrana (n. 1457)
- 1520 - Elena Duglioli, mistica italiana (n. 1472)
- 1525 - Giovanni Gonzaga, condottiero italiano (n. 1474)
- 1527 - Gian Lodovico II Pallavicino, nobile italiano
- 1527 - Carlo di Lannoy, militare olandese (n. 1487)
- 1535 - Caterina di Sassonia-Lauenburg, nobile (n. 1513)
- 1543 - Giovanna di Hochberg, nobile svizzera (n. 1485)
- 1548 - Giovanni Tagliavia d'Aragona, nobile, politico e militare italiano (n. 1502)
- 1552 - Barbara di Brandeburgo-Ansbach-Kulmbach, nobildonna tedesca (n. 1495)
- 1555 - Asakura Norikage, militare giapponese (n. 1477)
- 1573 - Azai Hisamasa, militare giapponese (n. 1526)
- 1578 - Cassiano dal Pozzo, politico e magistrato italiano (n. 1498)
- 1589 - Jacopo Nizzola, medaglista, incisore e scultore italiano (n. 1515)
- 1590 - Nicolás Bobadilla, gesuita spagnolo (n. 1511)
- 1596 - Johannes Opsopoeus, filologo e medico tedesco (n. 1556)
- 1599 - Carlo d'Aragona Tagliavia, nobile, politico e militare italiano (n. 1521)

## XVII secolo(16)
- 1604 - Gabriel Vázquez, gesuita, teologo e filosofo spagnolo (n. 1549)
- 1624 - Willem Buytewech, pittore, incisore e disegnatore olandese (n. 1591)
- 1632 - Juan Torres de Osorio, vescovo spagnolo (n. 1562)
- 1635 - Antonio Bruni, poeta italiano (n. 1593)
- 1651 - Ulrich Schläpfer, politico svizzero (n. 1580)
- 1653 - Jacques Goar, presbitero, filologo classico e bizantinista francese (n. 1601)
- 1658 - Carlo Buzzi, architetto italiano
- 1664 - Laura del Bosco Ventimiglia, nobile italiana (n. 1610)
- 1666 - François Mansart, architetto francese (n. 1598)
- 1666 - Hannibal Sehested, politico e militare danese (n. 1609)
- 1667 - Scipione Li Volsi, scultore italiano (n. 1588)
- 1674 - Bartolomeo III Arese, politico, militare e magistrato italiano (n. 1590)
- 1675 - Valentin Conrart, scrittore francese (n. 1603)
- 1686 - Sidonia Elisabetta di Salm-Reifferscheidt, nobildonna tedesca (n. 1623)
- 1688 - Daniel Mijtens II, pittore e disegnatore olandese (n. 1644)
- 1696 - Dionisio IV di Costantinopoli, arcivescovo ortodosso greco

## XVIII secolo(19)
- 1715 - Luigi Nogarola, poeta e librettista italiano (n. 1669)
- 1723 - William Babell, musicista e compositore inglese
- 1723 - Domenico Antonio Mele, poeta, librettista e medico italiano (n. 1647)
- 1728 - Christian Thomasius, giurista e filosofo tedesco (n. 1655)
- 1729 - Pietro Cappello, politico e diplomatico italiano (n. 1676)
- 1736 - Tat'jana Fedorovna Prončiščeva, esploratrice russa (n. 1710)
- 1738 - Carlo Agostino Badia, compositore italiano (n. 1672)
- 1738 - Herman Boerhaave, medico, chimico e botanico olandese (n. 1668)
- 1743 - Erik Benzelius il Giovane, arcivescovo luterano, teologo e bibliotecario svedese (n. 1675)
- 1752 - Michail Ivanovič Leont'ev, ufficiale russo (n. 1672)
- 1756 - John Talbot, politico e magistrato inglese (n. 1712)
- 1773 - Evelyn Pierrepont, II duca di Kingston-upon-Hull, generale e nobile inglese (n. 1711)
- 1775 - Konstantin Schütz von Holzhausen, vescovo cattolico tedesco (n. 1709)
- 1778 - Sigismondo Betti, pittore italiano (n. 1700)
- 1778 - Muhammad Jiwa Zainal Adilin II di Kedah, sovrano malese
- 1780 - Ernesto Federico III di Sassonia-Hildburghausen, duca tedesco (n. 1727)
- 1790 - Rambaldo degli Azzoni Avogaro, storico e numismatico italiano (n. 1716)
- 1791 - Carl von Gontard, architetto tedesco (n. 1731)
- 1793 - Gaetano Ghidetti, pittore, scenografo e architetto italiano (n. 1723)

## XIX secolo(64)
- 1807 - Eberhard I von Waldburg-Wurzach, principe tedesco (n. 1730)
- 1808 - Gaetano Vestris, ballerino e coreografo francese (n. 1729)
- 1813 - Nicola Buschi, arcivescovo cattolico italiano (n. 1732)
- 1813 - Domenico Antonio Carella, pittore italiano (n. 1727)
- 1816 - Alessandro Verri, scrittore italiano (n. 1741)
- 1820 - Friedrich Ludwig Abel, musicista tedesco (n. 1794)
- 1822 - Raffaele Longobardi, vescovo cattolico italiano (n. 1755)
- 1823 - Matthew Baillie, medico e patologo britannico (n. 1761)
- 1828 - Richard Parkes Bonington, pittore inglese (n. 1802)
- 1830 - Elizabeth Monroe, first lady statunitense (n. 1768)
- 1835 - Georg Adlersparre, generale, politico e scrittore svedese (n. 1760)
- 1835 - Vincenzo Bellini, compositore italiano (n. 1801)
- 1836 - Maria Malibran, soprano francese (n. 1808)
- 1836 - Andrej Kirillovič Razumovskij, diplomatico, nobile e mecenate russo (n. 1752)
- 1840 - Gaetano Gigante, pittore e incisore italiano (n. 1770)
- 1847 - Frédéric Soulié, scrittore francese (n. 1800)
- 1849 - Juan Casacuberta, attore teatrale, ballerino e cantante argentino (n. 1798)
- 1849 - Robert Hibbert, imprenditore e filantropo giamaicano (n. 1769)
- 1849 - Miguel Estanislao Soler, generale e politico argentino (n. 1783)
- 1850 - José Gervasio Artigas, militare e politico uruguaiano (n. 1764)
- 1850 - Johann Heinrich von Thünen, economista tedesco (n. 1783)
- 1851 - Émilie Tavernier Gamelin, religiosa canadese (n. 1800)
- 1852 - John Vanderlyn, pittore statunitense (n. 1775)
- 1861 - Therese Brunsvik, nobile e filantropa ungherese (n. 1775)
- 1861 - Orazio Imberciadori, pittore e architetto italiano (n. 1788)
- 1863 - Gian Vincenzo Pellicciotti, patriota, poeta e giornalista italiano (n. 1820)
- 1863 - Juan Francisco de Vidal, politico peruviano (n. 1800)
- 1863 - Johannes Voigt, storico tedesco (n. 1786)
- 1866 - Giovanni Battista Chiarlone, militare italiano (n. 1821)
- 1867 - Jacob Gijsbertus Samuël van Breda, biologo e docente olandese (n. 1788)
- 1867 - Michael O'Laughlen, criminale statunitense (n. 1840)
- 1869 - Johann Georg von Hahn, diplomatico e filologo austriaco (n. 1811)
- 1870 - Prosper Mérimée, scrittore, storico e archeologo francese (n. 1803)
- 1872 - Feodora di Leiningen, nobile tedesca (n. 1807)
- 1873 - Jean Chacornac, astronomo francese (n. 1823)
- 1873 - Francesco Domenico Guerrazzi, politico, scrittore e giornalista italiano (n. 1804)
- 1874 - Şirvanlı Mehmed Rüşdi Pascià, politico ottomano (n. 1828)
- 1876 - Eugène Despois, giornalista francese (n. 1818)
- 1877 - Francesca D'Adda, compositrice italiana (n. 1794)
- 1877 - Urbain Le Verrier, matematico e astronomo francese (n. 1811)
- 1877 - Russell Thacher Trall, medico statunitense (n. 1812)
- 1878 - Lionel Tollemache, VIII conte di Dysart, politico e nobile inglese (n. 1794)
- 1879 - Francis Kilvert, scrittore inglese (n. 1840)
- 1880 - Geraldine Jewsbury, scrittrice inglese (n. 1812)
- 1880 - Robert Friedrich Wilms, chirurgo tedesco (n. 1824)
- 1882 - Luigi Biagi, pittore italiano (n. 1810)
- 1882 - Friedrich Wöhler, chimico tedesco (n. 1800)
- 1883 - Antonio Mattei, patriota e politico italiano (n. 1840)
- 1884 - Giuseppe Pierotti, pittore e scultore italiano (n. 1826)
- 1884 - Hermann Edler von Zeissl, dermatologo e medico austriaco (n. 1817)
- 1885 - Dominique Dupuy, botanico e zoologo francese (n. 1812)
- 1885 - Carl Spitzweg, pittore tedesco (n. 1808)
- 1888 - François Achille Bazaine, generale francese (n. 1811)
- 1888 - Gustave Boulanger, pittore francese (n. 1824)
- 1889 - Wilkie Collins, scrittore inglese (n. 1824)
- 1889 - Eliza Cook, poetessa britannica (n. 1818)
- 1889 - Theodosius Harnack, teologo tedesco (n. 1817)
- 1889 - Placido Maria Schiaffino, cardinale e vescovo cattolico italiano (n. 1829)
- 1890 - Lorenz von Stein, sociologo, giurista e economista tedesco (n. 1815)
- 1892 - John Pope, generale statunitense (n. 1822)
- 1896 - Ivar Aasen, naturalista, glottologo e filologo norvegese (n. 1813)
- 1896 - Gilbert Duprez, tenore e compositore francese (n. 1806)
- 1896 - Ricardo Gutiérrez, scrittore argentino (n. 1836)
- 1900 - Arsenio Martínez Campos y Antón, generale spagnolo (n. 1831)

## XX secolo(232)
- 1902 - John Wesley Powell, geologo, esploratore e militare statunitense (n. 1834)
- 1903 - Luigi Miraglia, giurista, filosofo e politico italiano (n. 1846)
- 1904 - Émile Gallé, vetraio e decoratore francese (n. 1846)
- 1905 - Giuseppe Sacconi, architetto italiano (n. 1854)
- 1905 - Francisco de Paula Victor, presbitero brasiliano (n. 1827)
- 1908 - Jadwiga Łuszczewska, poetessa e scrittrice polacca (n. 1834)
- 1912 - Maria Teresa di Borbone-Spagna, nobile spagnola (n. 1882)
- 1912 - Francesco Giuseppe in Baviera, principe tedesco (n. 1888)
- 1913 - Pietro Taglialatela, pastore protestante, filosofo e scrittore italiano (n. 1829)
- 1914 - Nikol Duman, politico e rivoluzionario armeno (n. 1867)
- 1917 - Werner Voss, aviatore tedesco (n. 1897)
- 1917 - Luigi Zoni, aviatore e militare italiano (n. 1892)
- 1918 - Giuseppe Fraccaroli, filologo classico, grecista e traduttore italiano (n. 1849)
- 1918 - Georg Gaffky, medico tedesco (n. 1850)
- 1918 - Nikolaj Aleksandrovič Klodt von Jurgensburg, pittore e scenografo russo (n. 1865)
- 1918 - Marie Lenéru, scrittrice e drammaturga francese (n. 1875)
- 1918 - Vitaliano Poselli, architetto italiano (n. 1840)
- 1918 - Pellegrino Francesco Stagni, arcivescovo cattolico italiano (n. 1859)
- 1919 - Felice Racagni, militare e politico italiano (n. 1839)
- 1919 - Annibale Riccò, astronomo e astrofisico italiano (n. 1844)
- 1919 - Seth Bullock, politico e imprenditore canadese (n. 1849)
- 1922 - W. Chrystie Miller, attore statunitense (n. 1843)
- 1923 - John Morley, I visconte Morley di Blackburn, politico e scrittore britannico (n. 1838)
- 1924 - Ben Deeley, attore statunitense (n. 1878)
- 1924 - Ailwyn Fellowes, I barone Ailwyn, politico inglese (n. 1855)
- 1924 - Emilio Raicevich, lottatore e attore italiano (n. 1873)
- 1925 - Pratap Singh di Jammu e Kashmir, principe indiano (n. 1848)
- 1926 - Paul Kammerer, biologo austriaco (n. 1880)
- 1926 - Giovanni Piancastelli, pittore italiano (n. 1845)
- 1926 - Stanislas-Arthur-Xavier Touchet, cardinale e vescovo cattolico francese (n. 1848)
- 1928 - Francesco Malaguzzi Valeri, storico dell'arte, numismatico e funzionario italiano (n. 1867)
- 1929 - Luigi Brasca, cartografo italiano (n. 1882)
- 1929 - Louis-Ernest Dubois, cardinale e arcivescovo cattolico francese (n. 1856)
- 1929 - Richard Adolf Zsigmondy, chimico austriaco (n. 1865)
- 1930 - Giambattista Sangiorgio, pittore e scultore italiano (n. 1884)
- 1932 - Jules Chéret, pubblicitario e pittore francese (n. 1836)
- 1934 - Jean-Georges Achard, scultore francese (n. 1871)
- 1934 - Lucien Gaudin, schermidore francese (n. 1886)
- 1934 - Giovanni Battista Giovenale, architetto italiano (n. 1849)
- 1935 - DeWolf Hopper, attore, cantante e comico statunitense (n. 1858)
- 1935 - Giulio Lazzeri, matematico italiano (n. 1861)
- 1937 - Cleto González Víquez, politico costaricano (n. 1858)
- 1937 - Alessandro Lustig Piacezzi, medico e anatomista italiano (n. 1857)
- 1938 - Filippo De Filippi, medico e viaggiatore italiano (n. 1869)
- 1938 - Maurice d'Ocagne, matematico e ingegnere francese (n. 1862)
- 1938 - Ernst-Alfred Thalmann, calciatore svizzero (n. 1881)
- 1939 - Avancinio Avancini, scrittore e giornalista italiano (n. 1866)
- 1939 - Frits van den Berghe, pittore, disegnatore e incisore belga (n. 1883)
- 1939 - Sigmund Freud, neurologo, psicoanalista e filosofo austriaco (n. 1856)
- 1939 - Francisco León de la Barra, politico messicano (n. 1863)
- 1939 - Okada Saburōsuke, pittore giapponese (n. 1869)
- 1939 - Jimmy Windridge, calciatore inglese (n. 1882)
- 1940 - Albert Ehrhard, teologo tedesco (n. 1862)
- 1940 - Robert Hichens, marittimo britannico (n. 1882)
- 1940 - Bernardina Jabłońska, religiosa polacca (n. 1878)
- 1940 - Marcel Van Crombrugge, canottiere belga (n. 1880)
- 1941 - Michele Barbi, filologo e italianista italiano (n. 1867)
- 1941 - Onorato Fava, scrittore italiano (n. 1859)
- 1941 - Mansueto Gaudio, basso italiano (n. 1873)
- 1941 - Willi Tiefel, calciatore tedesco (n. 1911)
- 1942 - Alfredo Carricaberry, calciatore argentino (n. 1900)
- 1942 - Pavel Davidovič Kogan, poeta russo (n. 1918)
- 1942 - Wilhelm Wandschneider, scultore tedesco (n. 1866)
- 1943 - Gino Ceschelli, presbitero italiano (n. 1902)
- 1943 - Innocente Chersi, politico italiano (n. 1861)
- 1943 - Salvo D'Acquisto, militare italiano (n. 1920)
- 1943 - Jean Fernandez Diaz, italiano (n. 1926)
- 1943 - Pierre Fernandez Diaz, imprenditore greco (n. 1897)
- 1943 - Robert Fernandez Diaz, greco (n. 1930)
- 1943 - Alfredo Fè d'Ostiani, generale italiano (n. 1866)
- 1943 - Elinor Glyn, scrittrice e sceneggiatrice britannica (n. 1864)
- 1943 - Carlo Negri, militare e aviatore italiano (n. 1919)
- 1943 - Giovanni Soglian, linguista italiano (n. 1901)
- 1943 - Libero Tubino, antifascista italiano (n. 1925)
- 1943 - Theodor Wolff, giornalista e scrittore tedesco (n. 1868)
- 1944 - Marco Ciriani, politico e avvocato italiano (n. 1878)
- 1944 - Massenzio Masia, partigiano e politico italiano (n. 1902)
- 1944 - Matylda Pálfyová, ginnasta cecoslovacca (n. 1912)
- 1944 - Jakob Schaffner, scrittore svizzero (n. 1875)
- 1944 - John Symes, crickettista britannico (n. 1879)
- 1945 - Carlo Ottolenghi, dirigente d'azienda italiano (n. 1879)
- 1945 - Honorio Pueyrredón, politico, diplomatico e giurista argentino (n. 1876)
- 1945 - Celestino Rosatelli, ingegnere aeronautico italiano (n. 1885)
- 1945 - Enrico Vezzalini, prefetto italiano (n. 1904)
- 1946 - Ruggero Capodaglio, attore italiano (n. 1880)
- 1947 - Nikola Petkov, politico bulgaro (n. 1893)
- 1948 - Ezio Anichini, illustratore italiano (n. 1886)
- 1950 - Sam Barry, allenatore di pallacanestro, allenatore di football americano e allenatore di baseball statunitense (n. 1892)
- 1951 - Ugo Mancini, politico italiano (n. 1868)
- 1953 - Ernest Mamboury, storico dell'arte svizzero (n. 1878)
- 1954 - Aikichi Kuboyama, giapponese (n. 1914)
- 1955 - Martha Norelius, nuotatrice svedese (n. 1908)
- 1956 - Bruno Weber, medico e batteriologo tedesco (n. 1915)
- 1958 - Robert Mercier, calciatore francese (n. 1909)
- 1958 - Walter Friedrich Otto, latinista e filologo classico tedesco (n. 1874)
- 1958 - Alfred Piccaver, tenore britannico (n. 1884)
- 1959 - George Padmore, politico trinidadiano (n. 1902)
- 1960 - Hans Deppe, regista, attore e produttore cinematografico tedesco (n. 1897)
- 1960 - Marcel Hussaud, pallanuotista francese (n. 1894)
- 1960 - Nino Salvatore Villa Santa, generale italiano (n. 1884)
- 1960 - Kathlyn Williams, attrice statunitense (n. 1879)
- 1961 - Elmer Diktonius, scrittore finlandese (n. 1896)
- 1961 - John Eldredge, attore statunitense (n. 1904)
- 1961 - Romeo Neri, velocista, ginnasta e allenatore di ginnastica artistica italiano (n. 1903)
- 1961 - Bruno Quirinetta, cantante, batterista e compositore italiano (n. 1911)
- 1962 - Edoardo Furi, fantino italiano (n. 1883)
- 1962 - Ernst von Leyser, generale tedesco (n. 1889)
- 1962 - Natale Loiacono, calciatore italiano (n. 1895)
- 1962 - Gennaro Perrotta, grecista e filologo classico italiano (n. 1900)
- 1962 - Ernst Schwarz, biologo e zoologo tedesco (n. 1889)
- 1962 - Louis de Soissons, architetto e urbanista britannico (n. 1890)
- 1963 - Guido Bargellini, chimico italiano (n. 1879)
- 1963 - Margarethe Hardegger, sindacalista svizzera (n. 1882)
- 1964 - Marino Magnani, politico e partigiano italiano (n. 1893)
- 1964 - Fred M. Wilcox, regista statunitense (n. 1907)
- 1965 - Nicola Crapsi, politico e sindacalista italiano (n. 1899)
- 1965 - Jakob Werlin, progettista tedesco (n. 1886)
- 1966 - Steven Hughes, mafioso statunitense
- 1966 - Seth Lundell, micologo svedese (n. 1892)
- 1967 - Giovanni Barrella, attore, commediografo e poeta italiano (n. 1884)
- 1967 - José Degrossi, dirigente sportivo argentino
- 1967 - Boots Mussulli, sassofonista, clarinettista e direttore d'orchestra statunitense (n. 1915)
- 1967 - Wilhelm Rupprecht, generale tedesco (n. 1890)
- 1967 - Stanislaus Zbyszko, wrestler e strongman polacco (n. 1879)
- 1968 - Kōgo Noda, sceneggiatore giapponese (n. 1893)
- 1968 - Pio da Pietrelcina, presbitero, mistico e santo italiano (n. 1887)
- 1968 - Pieter van Senus, nuotatore e pallanuotista olandese (n. 1903)
- 1969 - Mario Cavaglieri, pittore italiano (n. 1887)
- 1970 - Bourvil, attore, cantante e compositore francese (n. 1917)
- 1970 - Mariano Castillo, scacchista cileno (n. 1905)
- 1970 - Umberto De Martino, schermidore e dirigente sportivo italiano (n. 1906)
- 1970 - Veno Pilon, pittore e fotografo sloveno (n. 1896)
- 1971 - James Waddell Alexander, matematico statunitense (n. 1888)
- 1971 - Billy Gilbert, attore e comico statunitense (n. 1894)
- 1971 - Ildefonso Rea, vescovo cattolico e abate italiano (n. 1896)
- 1972 - Pierre Abadie-Landel, pittore francese (n. 1896)
- 1972 - Michèle Philippe, attrice francese (n. 1926)
- 1973 - Juan Aretio, calciatore e allenatore di calcio spagnolo (n. 1922)
- 1973 - Alberto Bazzoni, scultore italiano (n. 1889)
- 1973 - Imre Hirschl, calciatore e allenatore di calcio ungherese (n. 1900)
- 1973 - Alexander Sutherland Neill, pedagogista scozzese (n. 1883)
- 1973 - Pablo Neruda, poeta, diplomatico e politico cileno (n. 1904)
- 1973 - Fuller Warren, politico statunitense (n. 1905)
- 1974 - Gioacchino Alemagna, pasticciere e imprenditore italiano (n. 1892)
- 1974 - Cliff Arquette, attore, comico e personaggio televisivo statunitense (n. 1905)
- 1974 - Francesco Fransoni, diplomatico italiano (n. 1886)
- 1974 - Jayachamaraja Wodeyar, principe indiano (n. 1919)
- 1974 - Emanuele Messineo, militare italiano (n. 1949)
- 1974 - Gerhard Nebel, scrittore, filologo classico e saggista tedesco (n. 1903)
- 1975 - Carmelo Florio, scultore, decoratore e restauratore italiano (n. 1887)
- 1975 - Yoshiharu Fukuhara, sciatore alpino giapponese (n. 1942)
- 1975 - Ian Hunter, attore britannico (n. 1900)
- 1975 - Sergej Romodanov, attore sovietico (n. 1899)
- 1975 - René Thomas, aviatore e pilota automobilistico francese (n. 1886)
- 1976 - Umberto Guglielmotti, giornalista, politico e aviatore italiano (n. 1892)
- 1977 - Leonetta Cecchi Pieraccini, pittrice e scrittrice italiana (n. 1882)
- 1977 - Maurice Dupuis, calciatore francese (n. 1914)
- 1977 - Adelio Ferrero, critico cinematografico e storico del cinema italiano (n. 1935)
- 1977 - Antonio Gentilini, pittore italiano (n. 1908)
- 1977 - John Nash, pittore britannico (n. 1893)
- 1977 - Pietro Spinato, allenatore di calcio e calciatore italiano (n. 1907)
- 1978 - Luigi Filippo Benedettini, militare e politico italiano (n. 1898)
- 1978 - Charles James, stilista britannico (n. 1906)
- 1978 - Gary Chapman, nuotatore australiano (n. 1937)
- 1979 - Vasif Biçaku, calciatore albanese (n. 1922)
- 1980 - Jacobus Johannes Fouché, politico sudafricano (n. 1898)
- 1981 - Chief Dan George, attore canadese (n. 1899)
- 1982 - Herbert Wright, lottatore britannico (n. 1894)
- 1983 - Antonio Ruggero Maria Giorgi, pittore e incisore italiano (n. 1887)
- 1983 - Szolem Mandelbrojt, matematico francese (n. 1899)
- 1983 - Jaroslav Pokorný, drammaturgo e librettista ceco (n. 1920)
- 1983 - Georges Vandenberghe, ciclista su strada belga (n. 1941)
- 1984 - Alston Wise, hockeista su ghiaccio canadese (n. 1904)
- 1985 - Tony Aless, pianista statunitense (n. 1921)
- 1985 - Stefan Dembicki, calciatore tedesco (n. 1913)
- 1985 - Saturno Meletti, basso-baritono italiano (n. 1906)
- 1985 - Giancarlo Siani, giornalista italiano (n. 1959)
- 1985 - Mickey Simpson, attore statunitense (n. 1913)
- 1986 - Goffredo de Banfield, aviatore austro-ungarico (n. 1890)
- 1986 - Ottorino Casanova, calciatore italiano (n. 1906)
- 1986 - Johannes-Rudolf Mühlenkamp, militare tedesco (n. 1910)
- 1986 - Percy Peter, nuotatore e pallanuotista britannico (n. 1902)
- 1986 - Ferdinando Vacchetta, politico e partigiano italiano (n. 1915)
- 1986 - Claudio Vender, architetto italiano (n. 1904)
- 1987 - Domenico Baranelli, pittore italiano (n. 1895)
- 1987 - Bob Fosse, coreografo, ballerino e regista statunitense (n. 1927)
- 1987 - Louis Kentner, pianista e compositore ungherese (n. 1905)
- 1987 - Erland Van Lidth, wrestler, attore e cantante olandese (n. 1953)
- 1988 - Roberto Cimetta, attore e regista italiano (n. 1949)
- 1989 - Georges Chabanel, calciatore svizzero (n. 1908)
- 1990 - Pål Angell-Hansen, calciatore norvegese (n. 1925)
- 1990 - Armand Su, poeta e esperantista cinese (n. 1936)
- 1990 - Nello Caserta, politico italiano (n. 1905)
- 1991 - Harriet Hammond, attrice statunitense (n. 1899)
- 1991 - Francesco Toni, politico italiano (n. 1921)
- 1991 - Chuck Vincent, regista e sceneggiatore statunitense (n. 1940)
- 1992 - Simone Barbier, tennista francese (n. 1903)
- 1993 - Arnaldo Bartoli, pittore italiano (n. 1900)
- 1993 - Renato Cebrelli, politico italiano (n. 1923)
- 1993 - Francesco Foglia, partigiano, presbitero e militare italiano (n. 1912)
- 1993 - Kōichi Hirakida, nuotatore giapponese (n. 1938)
- 1993 - Héctor Morales, calciatore e allenatore di calcio ecuadoriano (n. 1944)
- 1993 - Robert Tocquet, parapsicologo, docente e scrittore francese (n. 1898)
- 1994 - Angelo Bairati, anatomista italiano (n. 1911)
- 1994 - Robert Bloch, scrittore e sceneggiatore statunitense (n. 1917)
- 1994 - Rocco Borella, pittore italiano (n. 1920)
- 1994 - Red Dehnert, cestista e allenatore di pallacanestro statunitense (n. 1924)
- 1994 - Walter Gibbons, disc jockey e produttore discografico statunitense (n. 1954)
- 1994 - Antanas Mikėnas, marciatore sovietico (n. 1924)
- 1994 - Severino Minelli, allenatore di calcio e calciatore svizzero (n. 1909)
- 1994 - Zbigniew Nienacki, scrittore polacco (n. 1929)
- 1994 - Madeleine Renaud, attrice francese (n. 1900)
- 1994 - Nagendra Prasad Rijal, politico nepalese (n. 1927)
- 1994 - Ville Taalikka, pentatleta finlandese (n. 1921)
- 1995 - Giuseppe Faggin, filosofo, storico della filosofia e insegnante italiano (n. 1906)
- 1995 - Giuseppe Farina, calciatore italiano (n. 1927)
- 1995 - Fabien Galateau, ciclista su strada e dirigente sportivo francese (n. 1913)
- 1995 - Albrecht Unsöld, astrofisico tedesco (n. 1905)
- 1996 - Antonio Di Tonno, arbitro di calcio italiano (n. 1927)
- 1996 - Fujiko Fujio, artista giapponese (n. 1933)
- 1996 - Károly Kárpáti, lottatore ungherese (n. 1906)
- 1997 - Darko Bratina, politico e sociologo italiano (n. 1942)
- 1997 - Shirley Clarke, regista statunitense (n. 1919)
- 1997 - Dick Flanagan, giocatore di football americano statunitense (n. 1927)
- 1998 - Ray Bowden, calciatore inglese (n. 1909)
- 1998 - Mary Frann, attrice statunitense (n. 1943)
- 1998 - Bruno Tussani, calciatore italiano (n. 1922)
- 1998 - Héctor Vilches, calciatore uruguaiano (n. 1926)
- 1999 - Aulo Gelio Lucchi, calciatore italiano (n. 1925)
- 1999 - Ri Jong-ok, politico nordcoreano (n. 1916)
- 1999 - Cristiano Rodeghiero, fondista italiano (n. 1915)
- 2000 - Václav Migas, calciatore cecoslovacco (n. 1944)

## XXI secolo(121)
- 2001 - Ron Hewitt, calciatore gallese (n. 1928)
- 2002 - Ėduard Gufel'd, scacchista sovietico (n. 1936)
- 2002 - Erich Oberdorfer, botanico e biologo tedesco (n. 1905)
- 2002 - Jules Peeters, vescovo cattolico e missionario olandese (n. 1913)
- 2002 - Jule Rivlin, cestista e allenatore di pallacanestro statunitense (n. 1917)
- 2002 - Fides Stagni, pittrice e attrice italiana (n. 1904)
- 2002 - John Baptist Wu Cheng-chung, cardinale e vescovo cattolico cinese (n. 1925)
- 2003 - Rosalie Allen, cantautrice, musicista e conduttrice televisiva statunitense (n. 1924)
- 2003 - Paulo Rodrigues Siqueira, cestista brasiliano (n. 1927)
- 2003 - Bernie Williams, cestista statunitense (n. 1945)
- 2004 - Bryce DeWitt, fisico statunitense (n. 1923)
- 2004 - Roy Drusky, cantante e attore statunitense (n. 1930)
- 2004 - André Hazes, cantautore olandese (n. 1951)
- 2004 - Dominic Montserrat, egittologo e papirologo britannico (n. 1964)
- 2004 - Nigel Nicolson, scrittore, editore e politico inglese (n. 1917)
- 2005 - Ermes Borsetti, calciatore e allenatore di calcio italiano (n. 1913)
- 2005 - Giorgio Covi, politico italiano (n. 1923)
- 2006 - Malcolm Arnold, compositore, direttore d'orchestra e trombettista inglese (n. 1921)
- 2006 - Etta Baker, cantante e chitarrista statunitense (n. 1913)
- 2006 - Yavuz Demir, cestista turco (n. 1941)
- 2006 - Joseph Marie Nguyễn Quang Tuyến, vescovo cattolico vietnamita (n. 1945)
- 2006 - Tim Rooney, attore statunitense (n. 1947)
- 2006 - Celestin Tomić, biblista croato (n. 1917)
- 2007 - Renzo Barbieri, scrittore, sceneggiatore e editore italiano (n. 1930)
- 2007 - Italo Bellotti, politico italiano (n. 1917)
- 2007 - Pietro Alessandro Giustini, storico della scienza italiano (n. 1939)
- 2008 - Rudolf Illovszky, allenatore di calcio e calciatore ungherese (n. 1922)
- 2008 - Pedro Masó, regista spagnolo (n. 1927)
- 2009 - Şehzade Ertuğrul Osman, principe ottomano (n. 1912)
- 2010 - Salvatore Arena, politico e avvocato italiano (n. 1922)
- 2010 - Isabelle Borg, artista maltese (n. 1959)
- 2010 - Alessandro Cane, regista e attore italiano (n. 1945)
- 2010 - Teresa Lewis, criminale statunitense (n. 1969)
- 2010 - Fernando Riera, calciatore e allenatore di calcio cileno (n. 1920)
- 2011 - Alice Franz, attrice e doppiatrice tedesca (n. 1912)
- 2011 - Luciano Galbo, ciclista su strada italiano (n. 1943)
- 2011 - Joseph Trịnh Chính Trực, vescovo cattolico vietnamita (n. 1925)
- 2012 - Bodo Bittner, bobbista tedesco (n. 1940)
- 2012 - Emilio De Sanzuane, paroliere, compositore e editore italiano (n. 1920)
- 2012 - Rad'ja Erošina, fondista sovietica (n. 1930)
- 2012 - Maria Pia Gardini, imprenditrice italiana (n. 1936)
- 2012 - Pavel Gračëv, generale russo (n. 1948)
- 2012 - Rémy Lécluse, alpinista e scialpinista francese (n. 1964)
- 2012 - Mario Pincherle, scrittore italiano (n. 1919)
- 2012 - Corrie Sanders, pugile sudafricano (n. 1966)
- 2013 - Doriano Carlotti, calciatore italiano (n. 1925)
- 2013 - Óscar Espinosa Chepe, economista e diplomatico cubano (n. 1940)
- 2013 - Christopher Koch, scrittore australiano (n. 1932)
- 2013 - Vlatko Marković, dirigente sportivo, allenatore di calcio e calciatore jugoslavo (n. 1937)
- 2013 - Ruth Patrick, botanica e limnologo statunitense (n. 1907)
- 2013 - Stanisław Szozda, ciclista su strada polacco (n. 1950)
- 2014 - Giovanni Giraldi, filosofo e filologo italiano (n. 1915)
- 2014 - Anatolij Ėjramdžan, regista sovietico (n. 1937)
- 2015 - Luis Díez, pallanuotista argentino (n. 1923)
- 2015 - Jean-Marie Drot, scrittore francese (n. 1929)
- 2015 - Dragan Holcer, calciatore jugoslavo (n. 1945)
- 2015 - Claudia Pasini, schermitrice italiana (n. 1939)
- 2015 - Pierangelo Piegari, giornalista e politico italiano (n. 1943)
- 2015 - Nabil Swelim, archeologo e egittologo egiziano
- 2015 - Carlos Álvarez-Nóvoa, attore spagnolo (n. 1940)
- 2016 - Marcel Artélésa, calciatore francese (n. 1938)
- 2016 - Yngve Brodd, allenatore di calcio e calciatore svedese (n. 1930)
- 2016 - Fern Buchner, truccatrice e costumista statunitense (n. 1929)
- 2016 - Mario Caraffini, politico italiano (n. 1926)
- 2016 - Frances Dafoe, pattinatrice artistica su ghiaccio canadese (n. 1929)
- 2016 - Libereso Guglielmi, botanico italiano (n. 1925)
- 2016 - Max Mannheimer, scrittore ceco (n. 1920)
- 2016 - Michel Rousseau, pistard francese (n. 1936)
- 2017 - Valerij Asapov, generale russo (n. 1966)
- 2017 - André Ascensio, calciatore francese (n. 1938)
- 2017 - Janice Beach, cestista e allenatrice di pallacanestro statunitense (n. 1952)
- 2017 - Loreto Carbonell, cestista e allenatore di pallacanestro filippino (n. 1933)
- 2017 - Walter Lehmann, ginnasta svizzero (n. 1919)
- 2017 - Zoe Ann Olsen-Jensen, tuffatrice statunitense (n. 1931)
- 2017 - Charles Osborne, giornalista, critico musicale e scrittore britannico (n. 1927)
- 2017 - Gora Seal, pallanuotista indiano (n. 1923)
- 2018 - Rachele Bianchi, scultrice e disegnatrice italiana (n. 1925)
- 2018 - Gianni Di Capua, regista teatrale, sceneggiatore e produttore televisivo italiano (n. 1959)
- 2018 - Jane Fortune, storica dell'arte, giornalista e filantropa statunitense (n. 1942)
- 2018 - Charles K. Kao, ingegnere e fisico cinese (n. 1933)
- 2018 - Gary Kurtz, produttore cinematografico statunitense (n. 1940)
- 2018 - Helmut Köglberger, calciatore austriaco (n. 1946)
- 2018 - Kalpana Lajmi, regista, produttrice cinematografica e scrittrice indiana (n. 1954)
- 2018 - Mark Livolsi, montatore statunitense (n. 1962)
- 2018 - Dalmazio Masini, paroliere italiano (n. 1939)
- 2018 - Al Matthews, attore e cantante statunitense (n. 1942)
- 2018 - Afërdita Tusha, tiratrice a segno albanese (n. 1945)
- 2018 - Harry Walden, calciatore inglese (n. 1940)
- 2019 - Richard Brunelle, chitarrista statunitense (n. 1964)
- 2019 - Robert Hunter, poeta, paroliere e musicista statunitense (n. 1941)
- 2019 - Walter Nicoletti, allenatore di calcio italiano (n. 1952)
- 2019 - Artūras Rimkevičius, calciatore e giocatore di calcio a 5 lituano (n. 1983)
- 2019 - Edoardo Salzano, ingegnere e urbanista italiano (n. 1930)
- 2019 - Joe Wilson, bobbista statunitense (n. 1935)
- 2019 - Curt Wittlin, filologo e linguista svizzero (n. 1941)
- 2020 - Suresh Angadi, politico indiano (n. 1955)
- 2020 - François Diederich, chimico lussemburghese (n. 1952)
- 2020 - Juliette Gréco, cantante e attrice francese (n. 1927)
- 2020 - W.S. Holland, batterista statunitense (n. 1935)
- 2020 - Dave Nutting, informatico e scrittore statunitense (n. 1930)
- 2020 - Gale Sayers, giocatore di football americano statunitense (n. 1943)
- 2021 - Kjell Askildsen, scrittore norvegese (n. 1929)
- 2021 - David H. DePatie, produttore cinematografico statunitense (n. 1929)
- 2021 - Gero Erhardt, regista e direttore della fotografia tedesco (n. 1943)
- 2021 - Edward Janiak, vescovo cattolico polacco (n. 1952)
- 2021 - Sue Thompson, cantante statunitense (n. 1925)
- 2021 - Jorge Liberato Urosa Savino, cardinale e arcivescovo cattolico venezuelano (n. 1942)
- 2021 - Nino Vaccarella, pilota automobilistico italiano (n. 1933)
- 2022 - Prince Amartey, pugile ghanese (n. 1944)
- 2022 - Louise Fletcher, attrice statunitense (n. 1934)
- 2022 - Giuliano Fortunato, calciatore italiano (n. 1940)
- 2022 - Vladimir Arkad'evič Krasnopol'skij, regista sovietico (n. 1933)
- 2022 - Pharoah Sanders, sassofonista statunitense (n. 1940)
- 2022 - Celso Luiz Scarpini, cestista brasiliano (n. 1944)
- 2023 - Pietro Rossi, filosofo italiano (n. 1930)
- 2023 - Gino Zappetti, calciatore italiano (n. 1933)
- 2024 - Robert Aymar, fisico francese (n. 1936)
- 2024 - Pier Luigi Branduardi, calciatore italiano (n. 1943)
- 2024 - Giancarlo Crosta, canottiere italiano (n. 1934)
- 2024 - Rupert Keegan, pilota automobilistico britannico (n. 1955)
- 2024 - Asım Pars, cestista bosniaco (n. 1976)